# Косоваре Аслани
 Косоваре Аслани (швед. Kosovare Asllani; Кристијанстад, 29. јул 1989) шведска је фудбалерка која игра на комбинованим позицијама нападача и везног играча. Тренутно наступа за ЖФК Милан и за репрезентацију Шведске.
Аслани је започела своју клупску каријеру у Вимерби ИФ-у и играла је у Дамалсвенскану за ФК Линкопингс и клуб из родног града Кристијанстад ДФФ. У сезони 2010. играла је у Сједињеним Државама, за „чикашку Црвену звезду” „женског професионалног фудбала” (ВПС). Вратила се у Шведску да би играла за Кристијанстад, пре него што је прешла у „Пари Сен Жермен” па после у „Манчестер Сити”, а затим се вратила у „Линкепинг”.

## Клупска каријера

### Почетак и развој
Аслани је пореклом косовска Албанка, рођена је у Кристианстаду од косовских родитеља који су мигрирали у Шведску. Аслани је одрасла играјући и фудбал и хокеј на леду, али је одлучила да своје таленте усмери на фудбал. Са 15 година, Аслани је започела каријеру у друголигашу „Вимерби ИФ”. Током свог боравка у Вимербију, постигла је 49 голова у 48 мечева, чиме се естаблирала као фудбалско чудо. Њен бивши тренер, Сесилија Вилхелмсон, похвалила је Асланијеву фудбалску технику и кондицију. Након што је добила понуде од многих клубова, Аслани је 2007. године прихватила прелазак у Дамалсвенскански тим „Линкопингс ЖФК”, где је брзо напредовала.
Током прве сезоне Аслани, генерално је долазила са клупе за замена на почетку утакмица како би јој помогла да се одомаћи у Дамалсвенскану. Током следеће сезоне, Аслани се усталила као редован стартер и била је све важнији члан тима. Године 2009. помогла је Линкопингу да освоји „Свенска купен” и прву клупску титулу у Дамалсвенскану. Дана 4. децембра 2009. Амерички женски професионални фудбалски клуб (ВПС) клуб „Црвена звезда” из Чикага потврдио је да је потписала уговор са Асланијевом. После једне године, 2010, проведене у Чикагу вратила се у свој матични Линкепингс. Одатле је прешла за једну сезону да игра за Кристијастадс (2012.) Када је Аслани остало још месец дана до њеног уговора са Кристијанстадсом, била је предмет понуде за трансфер из Пари Сен Жермена. Иако су тимови били у спору око висине накнаде за трансфер, Аслани је отишла у Париз и потписала двогодишњи уговор у септембру 2012. године, након што је прошла медицински преглед.  У ПСЖ-у Асланија су медијима представили спортски директор Леонардо и играч Златан Ибрахимовић, који су изјавили: „Ако желите да победите, потребан вам је шведски нападач.” Тада је ПСЖ завршио сезону као други на табели иза Лиона. Аслани је 4. јануара 2016. на свом Инстаграм налогу објавила да је раскинула уговор са Пари Сен Жерменом, за који је играла три и по године.
Дана 22. јануара 2016. године, енглески ФА ВСЛ клуб Манчестер Сити је обелоданио да је потписао двогодишњи уговор са Асланијевомм.
Дана 10. августа 2017. године, објављено је да је договорен уговор на две и по године да се Аслани врати у Линчепингс. Она је напустила претходни клуб споразумно 15. јула 2019. године.
Након њеног одласка из ЖФК Линкопингс, Аслани потписује уговор са „ФК Такон/Реал Мадрид” 18. јула 2019. године.  Након што је Реал Мадрид купио лиценцу, ЖФК Такон је пстао развојни женски тим Реал Мадрида почевши од 2020. године, чиме ће Аслани постати прва Галактика. Аслани је постигла 5 голова у 17 лигашких наступа за Такон у превремено завршеној сезони Примера Ибердрола 2019/20. Након ребрендирања тима у Реал Мадрид ЖФК, почела је сезону изузетно добро, постигавши 8 голова у првих 8 лигашких наступа упркос томе што је играла у недефинисаној улози нападача.
Дана 30. јуна 2022. године, Аслани се придружила италијанском клубу „ЖФК АЦ Милан”.

## Репрезентативна каријера
У септембру 2008. Аслани је дебитовала за репрезентацију Шведске против Румуније, а 2009. је позвана да игра Шведску на Европском првенству у фудбалу за жене 2009. године. Аслани је била важан члан националног тима током квалификационих рунди Светског првенства у фудбалу за жене 2011, али је тренер Томас Денерби контроверзно није изабрао у тим послатом у Немачку за финале. Фудбалски стручњаци, укључујући Пиа Сундхаге, шведског тренера репрезентације Сједињених Држава, изразили су изненађење због овог изостављања.
Селектор репрезентације, Денерби, је позвао Асланијеву у национални тим за Олимпијске игре у Лондону 2012. године.
Аслани је такође играла за Шведску на Летњим олимпијским играма 2016., где је Жведска освојила сребрну медаљу. Постигла је само један гол током извођења једанаестераца против Сједињених Држава у четвртфиналу, у којем је Шведска победила у распуцавању резултатом 4 : 3 након што је утакмица у регуларном току завршена нерешеним резултатом 1 : 1 у продужецима.
Од 2017. године, Аслани је имала више од 90 наступа за репрезентацију Шведске. Постигла је гол у победи од 5 : 1 над Тајландом на Светском првенству за жене 2019. године.
Дана 13. јуна 2023. била је укључена у тим од 23 играча за  СП. у фудбалу за жене 2023. године, које се одржавао у Аустралији и Новом Зеланду.